# Биби Сешанбе
Биби Сешанбе (Биби Сешамбе; перс. بی‌بی سه‌شنبه‎ — «Госпожа Вторник») — женская святая иранских, а позже тюркских народов Средней Азии; покровительница прях. В наше время культ Биби Сешанбе имеется у таджиков, персов, узбеков, уйгур и других народов. Самые ранние упоминания святой известны в позднем средневековье, но её истоки уходят вглубь веков.

## Описание
Культ женской святой Биби Сешанбе, вошедший в среднеазиатское мусульманство, как полагают, был связан с прядением и ткачеством из хлопка.
Церемония, посвящённая Биби Сешанбе, проводилась обычно во вторник. Биби Сешанбе связана с ремеслом прядильщиц. Таким образом, она олицетворяет легендарную личность, и «когда-то защищала всех женщин и девушек, которые пряли пряжу». Легенда рассказывает о сироте, которую ненавидела свекровь, и которая увлеклась ремеслом прядильщицы. Предание связано с древними верованиями, по которым этот ритуал необходимо проводить именно в определённый день недели, стараться не прясть в этот день.
Существуют святые места, связываемые население с именем Биби Сешанбе, например, святилище Биби Сешанба (узб. Bibi Seshanba ziyoratgohi) расположено в селе Султанабад Кургантепинского района, в 60 км от центра Андижана. У священного места расположены целебные источники Кукбулок и Кизбулок.